# Citadela v Heratu
Citadela v Heratu (paštunsko سکندرۍ کلا; darijsko ارگ هرات), znana tudi kot Aleksandrova citadela in lokalno znana kot Kala Iktjarudin (paštunsko قلعه اختیارالدین), stoji v središču Herata v Afganistanu. Izvira iz leta 330 pr. n. št., ko je Aleksander Veliki in njegova vojska po bitki pri Gavgameli prispela v današnji Afganistan. Številni imperiji so jo uporabljali kot sedež v zadnjih 2000 letih in je bila skozi stoletja večkrat uničena in ponovno zgrajena.
Ta zgodovinska citadela je bila rešena pred rušenjem v 1950-ih, med letoma 1976 in 1979 pa jo je UNESCO izkopal in obnovil. Po desetletjih vojne in zapuščenosti se je citadela začela rušiti, vendar se je v zadnjih letih več mednarodnih organizacij odločilo, da jo v celoti obnovi. V citadeli je tudi Narodni muzej Herata, medtem ko je afganistansko ministrstvo za informacije in kulturo skrbnik celotnega prostora.

## Zgodovina
Herāt, v rodovitni dolini reke Hari Rud, je bil ustanovljen že v 6. stoletju pr. n. št. Nasip severno od starega mesta, znan kot Kuhandaž, je bil morda mesto utrdbe, ki jo je Aleksander Veliki zgradil leta 330 pr. n. št. po osvojitvi ahemenidskega mesta, znanega kot Artacoana ali Aria. Po Aleksandrovem odhodu so Heratu vladali Selevkidi, Parti, Kušani, Sasanidi, Heftaliti, Omajadi, Tahiridi, Safaridi, Samanidi, Seldžuki, Gaznavidi in Guridi.
Obzidano mesto, ki je bilo pol kilometra južno od Kuhandaža in poravnano s kardinalnimi osmi, je imelo štiri vrata, ki so vodila do križišča trgovskih avenij in kvadratne citadele (qal'a), ki je mejila na severno obzidje mesta. Ta citadela, ki je bila predlagana kot drugo možno mesto za Aleksandrovo utrdbo, je danes znana kot znamenita citadela Herāt. Herāt je uspel s trgovino po svilni poti od Levanta do Indije in Kitajske ter postal pomembno mesto dinastija Guridov leta 1175. Mesto je leta 1221 popolnoma uničila mongolska vojska in so ga ponovno zgradili guvernerji dinastije Kart, ki so ustanovili svojo vlado s sedežem v Herātu sredi 13. stoletja.
Kartid Amir Fakhr al-Din (vladal 1295-1308) je v letih 1299/1300 okrepil stolpe, obzidje in jarek citadele ter dodal obzidan majdan na zahodu, ki je služil kot mošeja na prostem (idgah). Njegov naslednik Ghijath al-Din (vladal 1308-1329) je zgradil dve palači znotraj citadele na vzhodu. Ime Ikhtijar al-Din, ki se nanaša na vzhodno in zahodno ograjen prostor, naj bi bilo ime ali vzdevek emirja ali vojaškega poveljnika Karta. Citadela, ki jo je drugič uničila Timur Lenkova vojska (1380), je bila obnovljena, potem ko je Šah Rukh (vladal 1405-1444) svojo prestolnico preselil v Herāt in začel fazo obnove. Citadelo je utrdil s kamnom in žgano opeko, njeno zunanjost pa obložil z glaziranimi ploščicami.
Citadela je bila v 18. stoletju pod dinastijo Hotaki/imperijem Durrani uporabljena kot kraljeva rezidenca, zakladnica, zapor in arzenal. Med anglo-afganistansko vojno v 19. stoletju je utrpela nekaj škode. Sodobna citadela (Arg-e Herat) je bila zgrajena neposredno na severu sredi 19. stoletja, da bi prevzela svojo obrambno funkcijo. Citadela je bila rešena pred rušenjem v 1950-ih, UNESCO pa jo je izkopal in obnovil med letoma 1976 in 1979. V zadnjih desetletjih vojne in zanemarjanja je utrpela dodatno škodo.

## Nedavna obnova
Citadela v Heratu je bila v celoti prenovljena med letoma 2006 in 2011. Najnovejša obnova je vključevala na stotine afganistanskih obrtnikov in sredstva sklada Aga Khan za kulturo ter približno 2,4 milijona dolarjev vlade ZDA in Nemčije.
Približno 1100 predmetov iz regije Herat je shranjenih v muzeju v citadeli in mnogi so bili na ogled.
Na slovesnosti oktobra 2011 je veleposlanik ZDA Ryan Crocker izjavil: »Do pred 35 leti so turisti z vsega sveta prihajali sem, da bi izkusili dediščino, zgodovino in neprimerljive nacionalne pokrajine ... Veselimo se dneva, ko bodo Afganistanci in obiskovalci iz sveta spet prišli sem, da bi spoznali bogato afganistansko zgodovino in užival v veliki gostoljubnosti in lepoti, ki jo ponuja ta dežela in njeni ljudje.« Ob tej priložnosti je bila prisotna tudi afganistanska strokovnjakinja Nancy Dupree, ki je povedala tole: »Velikokrat sem bila tukaj, a se je rušilo ... To je impresivno ... Mislim, da je najbolj vznemirljiva stvar videti nekaj končno doseženega, videl sem toliko napol dokončanih stvari.«

## Galerija
- Pot znotraj citadele leta 2011
- Muzej znotraj citadele
- Notranji pogled na Kala Ikhtjarudin (Citadela) v Heratu
- Notranjost